# Crosby, Stills, Nash & Young

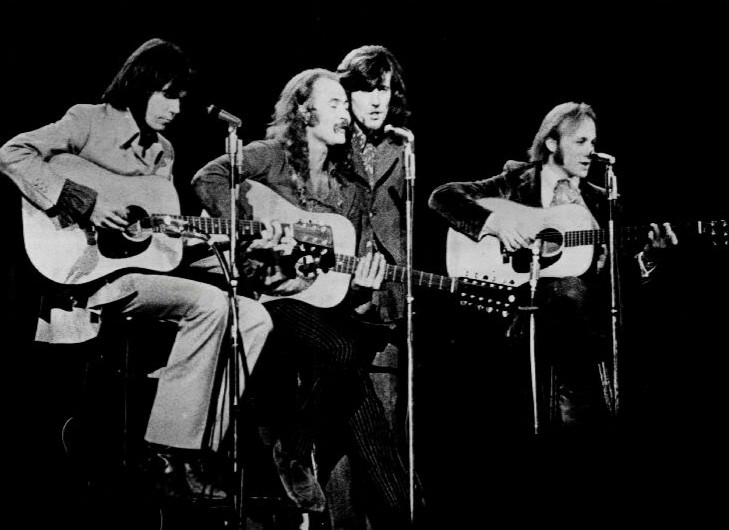
D'esquerra a dreta: Young, Crosby, Nash i Stills el 1970.

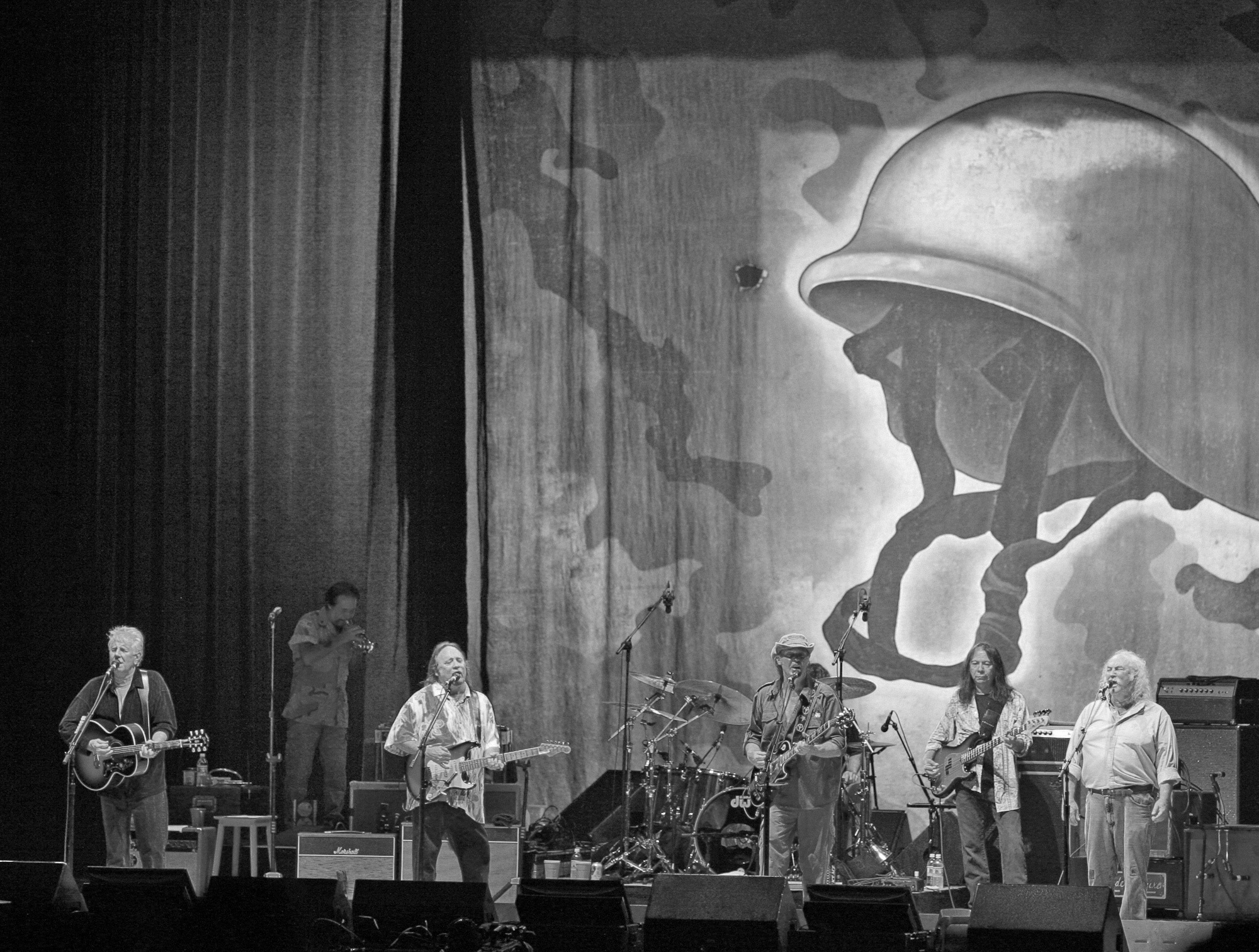
CSNY durant el tour de 2006; d'esquerra a dreta: Graham Nash, Tom Bray, Stephen Stills, Neil Young, Rick Rosas, i David Crosby

Crosby, Stills & Nash (CSN) van ser un grup de folk rock constituït l'any 1968 per David Crosby, Stephen Stills i Graham Nash. Es coneixien com Crosby, Stills, Nash & Young (CSNY) quan s'unien amb l'ocasional quart membre, Neil Young. Van ser notables per les seves intricades harmonies vocals, les seves relacions personals sovint tumultuoses, l'activisme polític, i per la seva duradora influència en la música estatunidenca com també en la contracultura de la dècada del 1960. Tots quatre membres van estar al Rock and Roll Hall of Fame dues vegades. El 1970 Crosby, Stills & Nash va guanyar el Grammy al millor nou artista.
No van tornar a gravar cap àlbum d'estudi després de Looking Forward el 1999 i van deixar d'actuar el 2015, abans de la mort de Crosby el gener de 2023.

## Discografia
Àlbums d'estudi:
- 1969 Crosby, Stills & Nash (CSN)
- 1970 Déjà Vu (CSNY)
- 1977 CSN (CSN)
- 1982 Daylight Again (CSN)
- 1988 American Dream (CSNY)
- 1990 Live It Up (CSN)
- 1994 After the Storm (CSN)
- 1999 Looking Forward (CSNY)